# سیارک ۵۹۷
سیارک ۵۹۷ (به انگلیسی: 597 Bandusia، نامگذاری:1906UB) پانصد و نود و هفتمین سیارک کشف شده‌است که در ۱۶ آوریل ۱۹۰۶ و در هایدلبرگ کشف شد.
قدر مطلق سیارک برابر ۹٫۴۰ است.